# Rivière Tomifobia
La rivière Tomifobia est un affluent du lac Massawippi, coulant dans la municipalité régionale de comté (MRC) de Memphrémagog, dans la région administrative de l'Estrie, au Sud du Québec, au Canada. Elle est la principale source du Lac Massawippi.

## Sentier nature Tomifobia
Situé à une quinzaine de minutes en auto de Magog, le "Sentier nature Tomifobia" d'une longueur de 19 km relie le lac Massawippi (soit à Ayer's Cliff, au Québec) à Beebe, Vermont en longeant la rive Ouest de la rivière Tomifobia, en passant par Stanstead qui est situé avant la frontière Québec-Vermont. Ce sentier situé au cœur d’un parc linéaire de 140 acres, s'interconnecte aussi à d'autres sentiers du Vermont. Ce sentier est surtout utilisé sur trois saisons par des cyclistes, des randonneurs, des coureurs à pied ; et en hiver par des amateurs de ski de fond. Ce sentier est un corridor privilégié pour l'observation de la faune et de la flore dans une nature sauvage ainsi que de la rivière Tomifobia coulant au fond de cette petite vallée. Ce parc linéaire attire des milliers de visiteurs qui bénéficient notamment de trois stationnements automobiles à Ayer's Cliff leur permettant d'emprunter le sentier.

## Géographie
Les bassins versants voisins de la rivière Tomifobia sont :
- côté nord : lac Massawippi ;
- côté est : rivière Niger, décharge du lac Lyster ;
- côté sud : rivière Johns, rivière Clyde ;
- côté ouest : lac Memphrémagog.

La rivière Tomifobia, après avoir été rejointe par la rivière Niger constitue la principale source du lac Massawippi. Ce lac s'appelait autrefois lac Tomifobi. La rivière Massawippi constitue l'émissaire du lac Massawipi dont l'émissaire, la rivière, se déverse dans la rivière Saint-François qui est un affluent du lac Saint-Pierre qui est un élargissement du fleuve Saint-Laurent.
La rivière Tomifobia relie les bassins du Connecticut et du fleuve Saint-Laurent.

## Histoire
Les Abénakis s'allièrent avec la France pendant les guerres Guerre de la Conquête et la vallée de la Tomifobia est restée une partie de la Nouvelle-France jusqu'au Traité de Paris, qui a accordé la région aux anglais. Citée sur des cartes comme la « rivière de Barlow » avant 1900, la vallée de la rivière Tomifobia fut colonisée par les loyalistes  à la fin du XVIIIe siècle après l'ouverture des terres de ce qui était alors le Bas-Canada par l'acte constitutionnel de 1791. Des communautés importantes développées autour d'une série d'usines qui ont été construites sur la rivière au début du XIXe siècle, conduisant à la mise en place de Boynton, Tomifobia (anciennement Smith Mills) et Stanstead Plain [Kilborn Mills]. Chacun de ces villages est devenu un arrêt le long d'une route et plus tard pour le chemin de fer entre Boston et Montréal,(le Massawippi Valley Railroad a intégré le réseau Boston and Maine Railroad en 1867).

## Toponymie
Le nom de la rivière provient probablement de l'abénaqui et signifierait « la rivière croche » ou « la rivière sinueuse ». Le toponyme « rivière Tomifobia » a été officialisé le 5 décembre 1968 par le gouvernement du Québec.